# Jeremie Frimpong
Pour les articles homonymes, voir Frimpong.
Jeremie Frimpong, né le 10 décembre 2000 à Amsterdam aux Pays-Bas, est un footballeur international néerlandais, qui évolue au poste d'arrière droit ou milieu droit avec  Liverpool FC.

## Biographie

### Débuts professionnels
Natif d'Amsterdam aux Pays-Bas, Jeremie Frimpong rejoint le club de Manchester City en Angleterre à l'âge de neuf ans.
Le 2 septembre 2019, Jeremie Frimpong s'engage avec le Celtic Glasgow pour un contrat de quatre ans. Il joue son premier match en professionnel le 25 septembre 2019, où il est titularisé lors d'une rencontre de coupe de la Ligue écossaise face au Partick Thistle. Son équipe s'impose sur le score de cinq buts à zéro ce jour-là. Il fait sa première apparition dans le championnat écossais le 19 octobre de la même année face à Ross County. Il se distingue ce jour-là en délivrant une passe décisive pour James Forrest, participant ainsi à la large victoire de son équipe (6-0). Le 27 octobre suivant Frimpong inscrit son premier but lors de la victoire face à l'Aberdeen FC, en championnat (0-4).
Frimpong devient champion d’Écosse en 2020.

### Bayer Leverkusen
Le 27 janvier 2021, Jeremie Frimpong s'engage avec le Bayer Leverkusen pour un contrat courant jusqu'en 2025. Début octobre 2023, il prolonge jusqu'en 2028.
Frimpong inscrit son premier but pour Leverkusen le 27 octobre 2021, lors d'une rencontre de coupe d'Allemagne face au Karlsruher SC. Titularisé, il ne peut empêcher la défaite de son équipe par deux buts à un, malgré son but.
Lors de la saison 2023-2024, Frimpong contribue au sacre de son équipe, Leverkusen remportant la Bundesliga pour la première fois de son histoire.

### Liverpool FC
Le 30 mai 2025, le Liverpool FC annonce la signature de Jeremie Frimpong pour un transfert estimé à 35 millions d'euros, en provenance du Bayer Leverkusen. Le joueur signe un contrat de cinq ans, soit jusqu'en juin 2030.

### En sélection
Le 15 novembre 2019 Frimpong fait ses débuts avec l'équipe des Pays-Bas des moins de 20 ans contre la République tchèque. Il est titulaire au poste d'arrière droit lors de cette rencontre perdue par les oranje (1-4).
En août 2021, Jeremie Frimpong est appelé pour la première fois avec l'équipe des Pays-Bas espoirs.
Le 11 novembre 2022, il est sélectionné par Louis van Gaal pour participer à la Coupe du monde 2022.
Frimpong honore sa première sélection avec l'équipe nationale des Pays-Bas le 13 octobre 2023, contre la France. Il entre en jeu à la place de Denzel Dumfries et son équipe est battue par deux buts à un,.
Le 29 mai 2024, il figure dans la liste des 26 joueurs néerlandais retenus par Ronald Koeman pour participer à l'Euro 2024.

## Vie privée
Né aux Pays-Bas, Jeremie Frimpong possède des origines ghanéennes, ce qui le rend éligible pour jouer avec cette nation. Il a vécu depuis son plus jeune âge en Angleterre.

## Statistiques
| Saison                | Club                  | Championnat           | Championnat | Championnat | Championnat | Coupe nationale | Coupe nationale | Coupe nationale | Coupe de la Ligue | Coupe de la Ligue | Coupe de la Ligue | Supercoupe | Supercoupe | Supercoupe | Compétition(s) continentale(s) | Compétition(s) continentale(s) | Compétition(s) continentale(s) | Compétition(s) continentale(s) | Pays-Bas | Pays-Bas | Pays-Bas | Total | Total | Total |
| Saison                | Club                  | Division              | M.          | B.          | P.d.        | M.              | B.              | P.d.            | M.                | B.                | P.d.              | M.         | B.         | P.d.       | Comp.                          | M.                             | B.                             | P.d.                           | M.       | B.       | P.d.     | M.    | B.    | P.d.  |
| 2019-2020             | Celtic Glasgow        | Scottish Premiership  | 14          | 2           | 1           | 3               | 0               | 0               | 3                 | 0                 | 0                 | -          | -          | -          | C3                             | 1                              | 0                              | 0                              | -        | -        | -        | 21    | 2     | 1     |
| 2020-2021             | Celtic Glasgow        | Scottish Premiership  | 22          | 1           | 2           | -               | -               | -               | -                 | -                 | -                 | -          | -          | -          | C1+C3                          | 1+7                            | 0+2                            | 0                              | -        | -        | -        | 30    | 3     | 2     |
| Sous-total            | Sous-total            | Sous-total            | 36          | 3           | 3           | 3               | 0               | 0               | 3                 | 0                 | 0                 | -          | -          | -          | -                              | 9                              | 0                              | 2                              | -        | -        | -        | 51    | 3     | 5     |
| 2020-2021             | Bayer Leverkusen      | Bundesliga            | 10          | 0           | 0           | 1               | 0               | 0               | -                 | -                 | -                 | -          | -          | -          | C3                             | 2                              | 0                              | 1                              | -        | -        | -        | 13    | 0     | 1     |
| 2021-2022             | Bayer Leverkusen      | Bundesliga            | 25          | 1           | 6           | 2               | 1               | 0               | -                 | -                 | -                 | -          | -          | -          | C3                             | 7                              | 0                              | 2                              | -        | -        | -        | 34    | 2     | 8     |
| 2022-2023             | Bayer Leverkusen      | Bundesliga            | 34          | 8           | 7           | 1               | 0               | 0               | -                 | -                 | -                 | -          | -          | -          | C1+C3                          | 5+8                            | 0+1                            | 2+1                            | -        | -        | -        | 48    | 9     | 10    |
| 2023-2024             | Bayer Leverkusen      | Bundesliga            | 31          | 9           | 7           | 6               | 2               | 3               | -                 | -                 | -                 | -          | -          | -          | C3                             | 10                             | 3                              | 0                              | 7        | 1        | 1        | 54    | 15    | 11    |
| 2024-2025             | Bayer Leverkusen      | Bundesliga            | 33          | 5           | 5           | 4               | 0               | 1               | -                 | -                 | -                 | 1          | 0          | 0          | C1                             | 10                             | 0                              | 3                              | 6        | 0        | 1        | 54    | 5     | 10    |
| Sous-total            | Sous-total            | Sous-total            | 134         | 23          | 24          | 14              | 3               | 4               | 0                 | 0                 | 0                 | 1          | 0          | 0          | -                              | 42                             | 4                              | 9                              | 13       | 1        | 2        | 204   | 31    | 39    |
| 2025-2026             | Liverpool FC          | Premier League        | 1           | 0           | 0           | -               | -               | -               | -                 | -                 | -                 | 1          | 1          | 0          | C1                             | -                              | -                              | -                              | -        | -        | -        | 2     | 1     | 0     |
| Total sur la carrière | Total sur la carrière | Total sur la carrière | 169         | 27          | 26          | 17              | 3               | 4               | 3                 | 0                 | 0                 | 2          | 1          | 0          | -                              | 51                             | 4                              | 11                             | 13       | 1        | 2        | 255   | 36    | 43    |

## Palmarès
| Celtic Glasgow (3)                                                                                                  | Bayer Leverkusen (3) |
| - Championnat d'Écosse - Champion : 2020 - Coupe d'Écosse - Vainqueur : 2020 - Coupe de la Ligue - Vainqueur : 2020 | - Championnat d'Allemagne - Champion : 2024 - Coupe d'Allemagne - Vainqueur : 2024 - Supercoupe d'Allemagne - Vainqueur : 2024 - Ligue Europa : - Finaliste : 2024 |